# 그람 염색

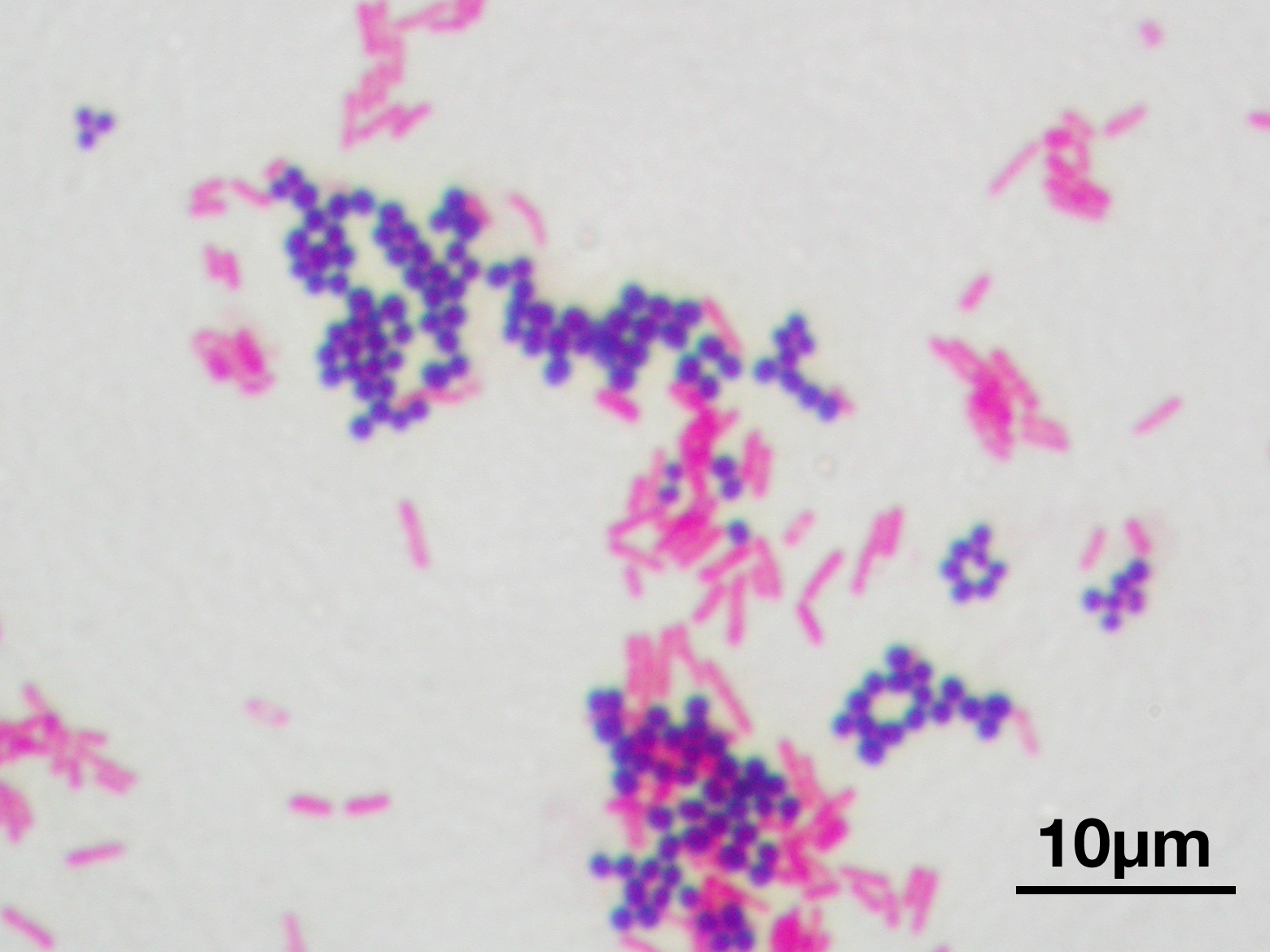
가장 일반적인 그람 염색의 참조 세균인 황색포도상구균(Staphylococcus aureus ATCC 25923, 그람양성구균, 보라색)과 대장균(Escherichia coli ATCC 11775, 그람음성간균, 빨간색)의 그람 염색된 모습

그람 염색(영어: Gram stain 또는 Gram staining) 또는 그람 염색법(영어: Gram's method)은 미생물학 및 세균학에서 세균을 그람양성세균과 그람음성세균의 두 가지 큰 부류로 분류하는 데 사용하는 염색 방법이다. 1884년에 이 기법을 개발한 덴마크의 세균학자인 한스 크리스티안 그람의 이름을 따서 명명되었다.
그람 염색은 세포벽의 화학적 특성 및 물리적 특성의 차이를 이용해 세균을 구별하는 방법이다. 그람양성세균은 세포벽에 두꺼운 펩티도글리칸 층을 가지고 있어서 1차 염색제인 크리스탈 바이올렛을 머금을 수 있다. 그람음성세균은 보다 얇은 펩티도글리칸 층을 가지고 있어서 에탄올로 세척하면 크리스탈 바이올렛이 씻겨 나간다. 그람음성세균은 일반적으로 사프라닌 또는 푸크신을 이용한 대비염색에 의해 분홍색 또는 빨간색으로 염색된다. 아이오딘-아이오딘화 칼륨 용액(루골 용액)은 세포막과 염색액의 결합을 강화하기 위해 크리스탈 바이올렛을 사용한 후에 항상 첨가된다.
그람 염색은 거의 대부분에서 세균의 부류를 식별하는 첫 번째 단계이다. 그람 염색은 임상 및 연구 환경 모두에서 귀중한 진단 도구이지만 모든 세균들이 그람 염색으로 명확하게 분류될 수 있는 것은 아니다. 이것은 그람가변세균 및 그람불확정세균을 발생시킨다.

## 역사
그람 염색이라 명칭은 1884년에 베를린의 시립 병원의 영안실에서 카를 프리들란더와 함께 근무하면서 이 방법을 개발한 덴마크의 세균학자인 한스 크리스티안 그람의 이름을 따서 명명되었다. 그람은 세균을 다른 종과 구별하기 위한 목적이 아니라 폐 조직의 염색된 부분에서 세균을 더 잘 보이도록 하기 위해 이 방법을 고안했다. 그람은 1884년에 자신이 고안한 방법을 발표했으며, 그의 짧은 보고서에서 발진티푸스 간균이 염색되지 않는다는 관찰 내용을 포함시켰다.

## 용도

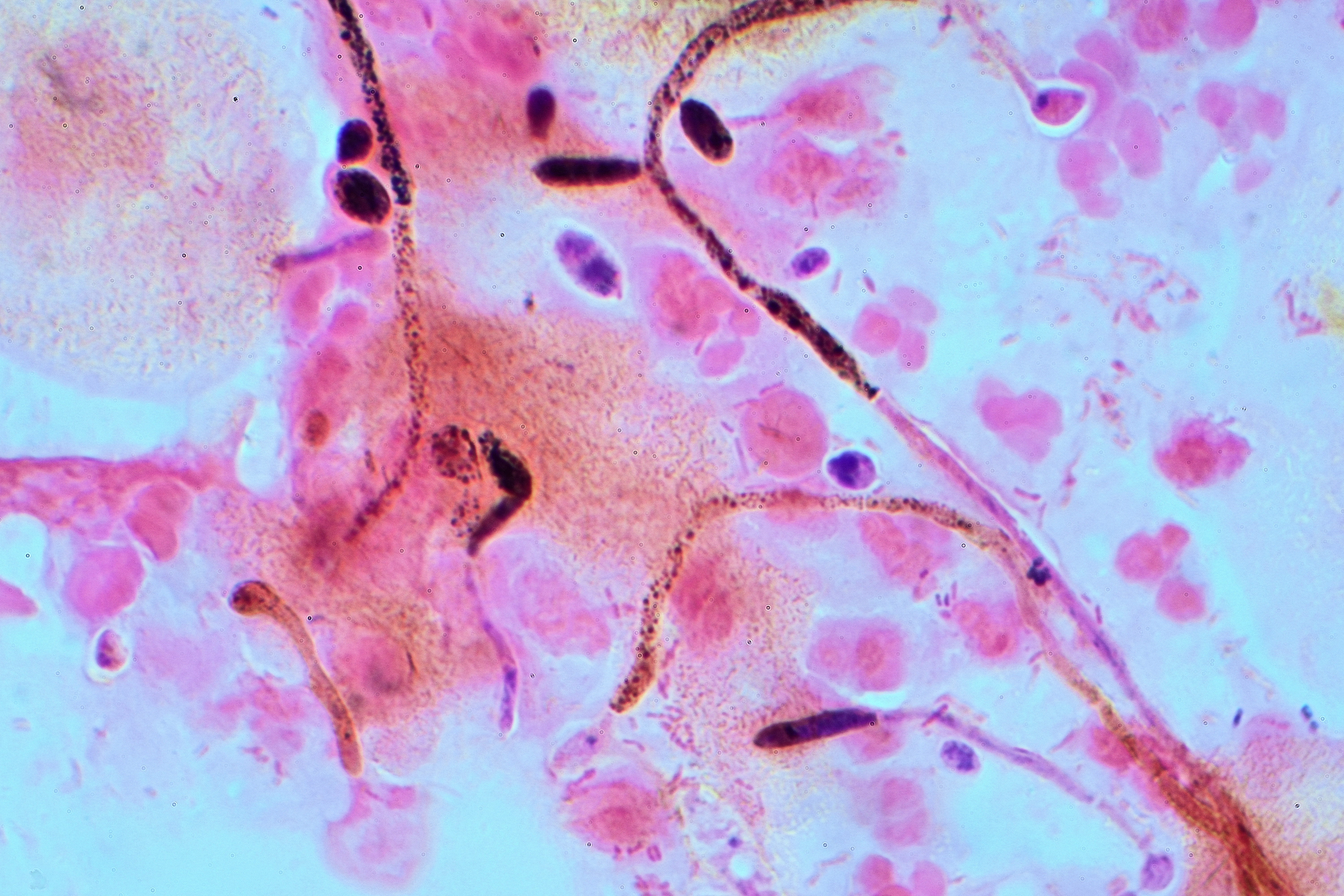
질에서 채취한 칸디다 알비칸스(Candida albicans)의 그람 염색된 모습. 타원형의 작은 후막포자는 직경이 2~4 µm이다.

그람 염색은 세포벽의 물리적, 화학적 특성에 따라 세균 종을 두 개의 큰 부류(그람양성세균과 그람음성세균)으로 구별하는 데 사용되는 세균학적 실험 기술이다. 그람 염색은 고세균을 분류하는 데 사용되지 않는다. 이러한 미생물은 계통발생학적 분류군을 따르지 않는 매우 다양한 반응을 나타내기 때문이다.
일부 세균들은 그람 가변적(그람음성 또는 그람양성으로 염색될 수 있음을 의미)이다. 일부 세균들은 그람 염색법에 사용된 염료로 염색되지 않고 보이지 않는다. 현대의 환경 또는 분자미생물학 연구실에서 대부분의 식별은 유전자 서열 및 기타 분자 기술을 사용하여 이루어지며, 이는 차등 염색보다 훨씬 더 구체적이고 유익한 정보를 제공한다.

### 의료
그람 염색은 감염이 의심될 때 체액 또는 생검으로 수행된다. 그람 염색은 배양보다 훨씬 더 빨리 결과가 나오며 감염이 환자의 치료와 예후에 중요한 차이를 만들 때 특히 중요하다. 수막염의 경우 뇌척수액, 패혈성 관절염의 경우 활액이 그 예이다.

## 염색 메커니즘

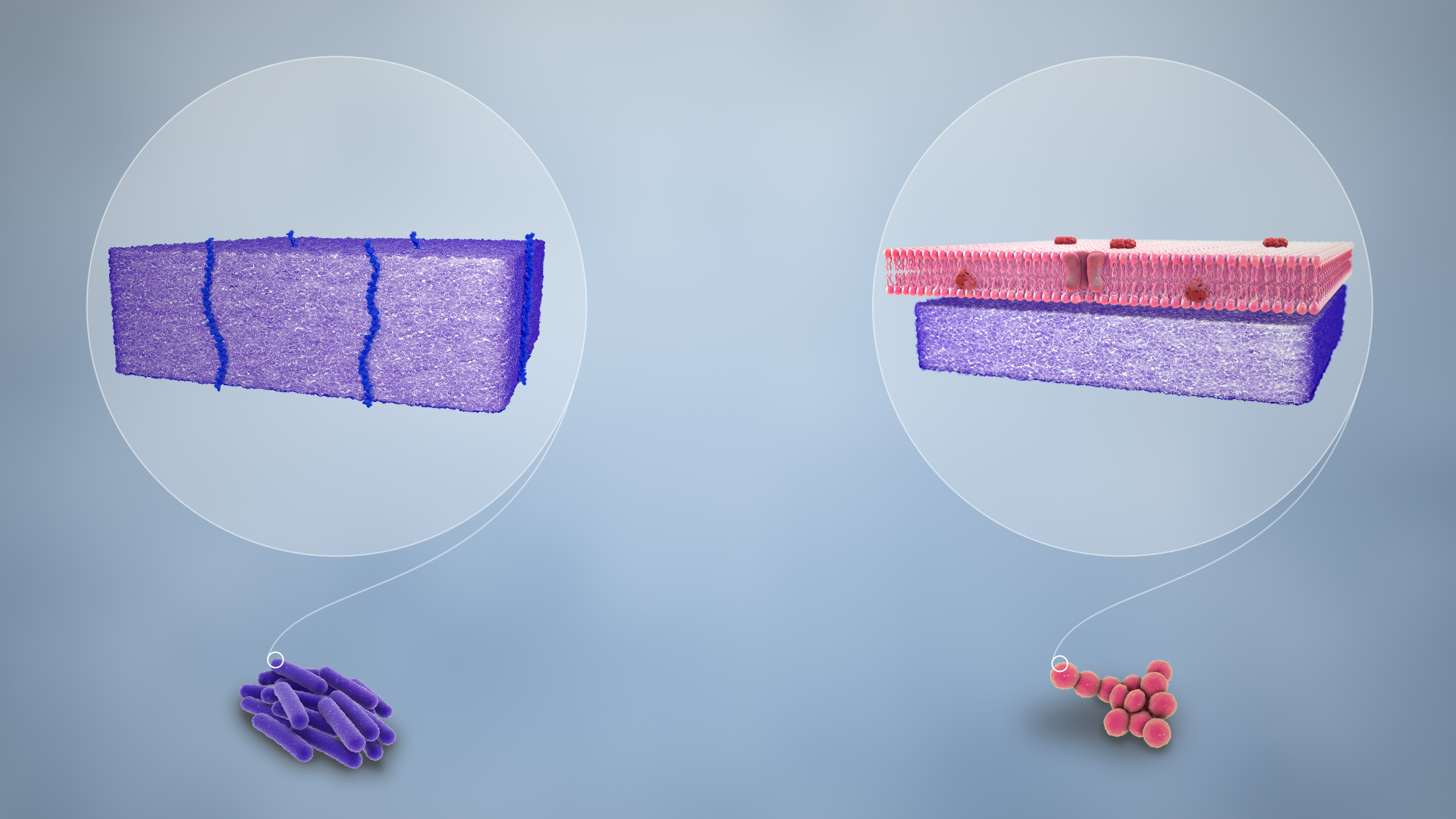
보라색으로 염색된 그람양성세균(왼쪽)과 분홍색으로 염색된 그람음성세균(오른쪽)

그람양성세균은 펩티도글리칸(세포외막의 50~90%)으로 이루어진 그물망 형태의 두꺼운 세포벽을 가지고 있으며, 그 결과 크리스탈 바이올렛에 의해 보라색으로 염색된다. 반면에 그람음성세균은 더 얇은 층(세포외막의 10%)을 가지기 때문에 보라색 염색을 유지하지 못하고 사프라닌에 의해 분홍색으로 대비염색된다. 그람 염색의 4가지 기본 단계는 다음과 같다.
1. 세균 배양액의 열 고정 도말에 1차 염색(크리스탈 바이올렛)을 적용한다. 열 고정은 일부 세균을 죽이지만 주로 세균을 슬라이드에 부착시켜 염색 과정 중에 헹구지 않도록 하는데 사용된다.
2. 크리스탈 바이올렛과 결합하여 세포 안에 가두는 역할을 하는 아이오딘의 첨가
3. 에탄올 또는 아세톤으로 신속하게 탈색함
4. 사프라닌으로 대비염색함.[10] 카르볼 푸크신은 혐기성 세균을 더 강하게 염색하기 때문에 때때로 사프라닌 대신 사용되지만 대비염색을 위해 일반적으로 사용되는 것은 아니다.[11]

| 1차 염료 | 크리스탈 바이올렛      | 보라색 | 보라색             |
| 매염제   | 아이오딘               | 보라색 | 보라색             |
| 탈색제   | 에탄올/아세톤          | 보라색 | 무색               |
| 대비염색 | 사프라닌/카르볼 푸크신 | 보라색 | 분홍색 또는 빨간색 |

크리스탈 바이올렛(CV)은 수용액에서 CV+
 및 염화물(Cl−
) 이온으로 해리된다. 이들 이온은 그람양성세균 및 그람음성세균의 세포벽을 관통한다. CV+
 이온은 세균 세포의 음전하 부분과 상호작용하여 세포를 보라색으로 염색한다.
아이오딘화물(I−
 또는 I−
3)은 CV+
와 상호작용하여 세포의 내층과 외층 내에서 크리스탈 바이올렛과 아이오딘의 거대 복합체(CV–I)를 형성한다. 아이오딘은 보통 매염제로 언급되지만, CV–I 복합체의 제거를 방지하여 세포를 착색시키는 포획제이다.
에탄올이나 아세톤과 같은 탈색제가 첨가되면 세포막의 지질과 상호작용한다. 그람음성세균은 외부의 지질다당류 막을 잃고 내부의 펩티도글리칸 층이 노출된 상태로 남는다. CV–I 복합체는 외막과 함께 그람음성세균에서 세척된다. 대조적으로 그람양성세균은 에탄올 처리로 인해 탈수된다. 거대 CV–I 복합체는 펩티도글리칸의 다층 특성으로 인해 그람양성세균 내에 갇히게 된다. 탈색 단계는 매우 중요하며 시간을 정확하게 맞춰야 한다. 탈색제를 너무 오래(몇 초) 방치하면 크리스탈 바이올렛 염색이 그람양성세균과 그람음성세균 모두에서 제거된다.
탈색 후 그람양성세균은 보라색을 유지하며 그람음성세균은 보라색을 잃게 된다. 일반적으로 양전하를 띤 사프라닌 또는 염기성 푸크신으로 대비염색을 마지막에 수행하여 탈색된 그람음성세균을 분홍색 또는 빨간색으로 만든다. 그람양성세균과 그람음성세균 모두에 대비염색을 한다. 그러나 대비염색을 해도 크리스탈 바이올렛 염색이 더 진하기 때문에 그람양성세균은 여전히 보라색을 띠게 된다.

## 예

### 그람양성세균

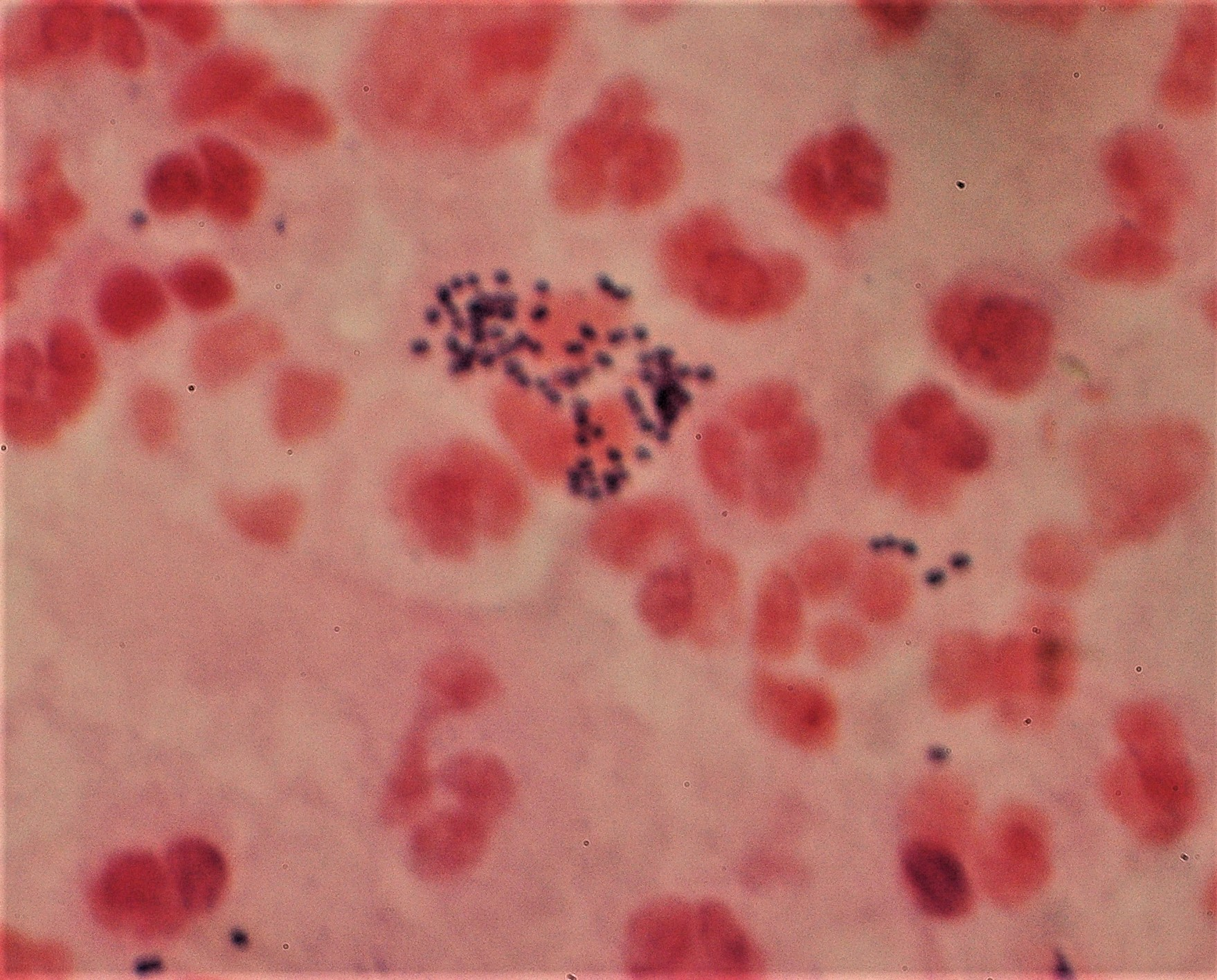
고름 세포로 둘러싸여 있는 그람양성 연쇄상구균의 그람 염색

그람양성세균은 일반적으로 두꺼운 펩티도글리칸으로 둘러싸인 단일막을 가지고 있다. 이러한 것은 후벽균문(몰리쿠테스강과 네가티비쿠테스강은 제외)과 방선균문의 두 개의 문에서 적용된다. 대조적으로 녹만균류(녹색비황세균)의 구성원들은 단일막이지만 얇거나 없는(데할로콕코이데스강) 펩티도글리칸을 가지고 있으며, 음성, 양성 또는 불확실하게 염색될 수 있다. 데이노코쿠스문은 양성으로 염색되지만 두꺼운 펩티도글리칸을 가진 2개의 막을 가지고 있다.
역사적으로 그람양성세균은 현재 가장 큰 그룹에 사용되는 이름인 후벽균문(Firmicutes)을 구성했다. 여기에는 락토바실루스속, 바실루스속, 리스테리아속, 포도상구균속, 연쇄상구균속, 장내구균속, 클로스트리디움속과 같은 잘 알려져 있는 많은 속들이 포함되어 있다. 또한 미코플라스마 및 테르모플라스마와 같은 세포벽이 없어서 그람 염색이 불가능하지만 그러한 형태에서 파생된 세균인 몰리쿠테스강강을 포함하도록 확정되었다.
일부 세균은 염색을 유지하는 데 특히 유리한 세포벽을 가지고 있다. 이들은 다른 그람양성세균과 밀접하게 관련되어 있지 않더라도 그람 염색에서 양성으로 나타난다. 이들은 항산균이라고 하며, 특수한 염색 절차(질-닐슨 염색)을 통해서 다른 그람양성세균과 구별할 수 있다.

### 그람음성세균
그람음성세균은 일반적으로 두 개의 막(diderm) 사이에 얇은 펩티도글리칸 층을 가지고 있다. 지질다당류(LPS)는 대부분의 그람음성세균의 세포 표면에 가장 풍부한 항원으로 대장균과 살모넬라균의 외막의 최대 80%까지 차지한다. 대부분의 세균의 문은 남세균, 녹색황세균 및 대부분의 프로테오박테리아를 포함(예외는 리케차목의 일부 구성원 및 장내세균목의 곤충-내공생균)하여 그람 음성이다.

### 그람가변세균 및 그람불확정세균
일부 세균은 그람 염색으로 염색한 후에 분홍색과 보라색 세포가 혼합되어 보이는 그람가변패턴을 나타낸다. 바실루스, 부티리비브리오, 클로스트리디움의 배양에서 생장하는 동안 펩티도글리칸의 두께 감소는 그람음성으로 염색되는 세포 수의 증가와 일치한다. 또한 그람 염색을 이용하여 염색한 모든 세균은 배양 시간이 염색 결과에 영향을 미칠 수 있다.
그람불확정세균은 그람 염색에 예상대로 반응하지 않기 때문에 그람양성세균 또는 그람음성세균으로 결정할 수 없다. 예를 들면 소결핵균(Mycobacterium bovis), 나균(Mycobacterium leprae), 결핵균(Mycobacterium tuberculosis)을 포함하여 많은 종의 미코박테리움이 포함되며, 나균 및 결핵균은 각각 나병 및 결핵의 원인 병원체이다. 미코플라스마속의 세균은 세포막 주위에 세포벽이 없기 때문에 그람 염색법으로 염색되지 않으며, 세포벽 합성을 표적으로 하는 항생제에 내성을 나타낸다.

## 철자법
그람 염색(Gram stain)이라는 용어는 한스 크리스티안 그람의 이름에서 유래되었다. 따라서 그람(Gram)은 대문자로 표시되지만 과학 용어에서 일반적으로 사용되는 일반 명사인 염색(stain)은 대문자로 표시하지 않는다. 명칭의 시조가 되는 형용사인 그람양성 및 그람음성의 첫 문자는 작성 중인 문서를 관리하는 스타일 가이드가 있는 경우에 따라 대문자 G 또는 소문자 g가 될 수 있다. 소문자 스타일은 미국 질병통제예방센터 및 AMA 스타일 등에서 사용된다. 사전은 소문자, 대문자 또는 둘 다를 사용할 수 있다. 그람양성 또는 그람음성의 대문자 표기는 많은 과학 저널 기사 및 간행물에서 일반적으로 사용된다. 논문이 저널에 제출되면 각 저널은 포스트프린트 버전에 하우스 스타일을 적용하거나 적용하지 않을 수 있다. 프리프린트 버전에는 저자가 우연히 사용한 스타일이 포함되어 있다. 형용사인 그람양성(gram-positive) 및 그람음성(gram-negative)에 소문자를 사용하는 스타일의 용법에서 조차도 일반적으로 그람 염색(Gram stain)에 대해서는 대문자를 사용한다.

## 같이 보기
- 세균의 세포 구조
- 질-닐슨 염색